# Sarraltroff
Sarraltroff là một xã trong vùng Grand Est, thuộc tỉnh Moselle, quận Sarrebourg, tổng Fénétrange. Tọa độ địa lý của xã là 48° 46' vĩ độ bắc, 07° 03' kinh độ đông. Sarraltroff nằm trên độ cao trung bình là 260 mét trên mực nước biển, có điểm thấp nhất là 235 mét và điểm cao nhất là 326 mét. Xã có diện tích 11,97 km², dân số vào thời điểm 2004 là 790 người; mật độ dân số là 66,4 người/km².

## Thông tin nhân khẩu
| 1962 | 1968 | 1975 | 1982 | 1990 | 1999 |
| ---- | ---- | ---- | ---- | ---- | ---- |
| 583  | 602  | 713  | 752  | 799  | 794  |